# Lygropia cosmia
Lygropia cosmia là một loài bướm đêm trong họ Crambidae.